# 中歐會戰
中歐會戰（英語：Central Europe Campaign）是第二次世界大戰盟軍為在中歐地區擊退德軍及攻入納粹德國本土所發動的一連串軍事行動，時間是自1945年3月22日到5月11日東線蘇軍攻佔德國首都柏林為止，盟軍統稱取名為“中歐會戰”。
在1945年春天歐洲戰場局面轉為對盟軍有利，德軍在突出部之役中受創。阿登攻勢是德軍在西線最後一次最大反攻作戰，但卻以失敗告終並消耗德軍剩餘戰力，殘存的德軍撤退至萊茵河東岸堤防防守。到3月中旬盟軍推進至萊茵河，美軍第1集團軍成功攻佔雷瑪根市魯登道夫大橋，並在此橋東岸建立小面積橋頭堡。
東線方面全面反攻的蘇聯紅軍已經佔領波蘭大部份地區，而德軍已全線崩潰，因此蘇軍有如潮水般擁入匈牙利及捷克東境，並攻入德國本土東面暫時抵逹「奧德河-尼斯河線」。蘇軍在東線的快速推進，消滅了德軍不少兵力，導致防衛萊茵河區的德軍明顯兵力缺乏。而西方盟軍已經完成了他們的準備工作，準備隨時攻入德國總司令部，盟軍似乎勝利在望。
直到1945年4、5月，蘇聯攻入柏林，和盟軍會師，在德國投降後，仍有德軍殘餘勢力仍在抵抗，直到1945年底。